# Malimber
Malimber (Malimbus) är ett släkte med fåglar i familjen vävare inom ordningen tättingar som förekommer i Afrika söder om Sahara: Släktet omfattar tio arter:
- Rödkronad malimbe (M. coronatus)
- Sumpmalimbe (M. cassini)
- Eldmalimbe (M. racheliae)
- Golamalimbe (M. ballmanni)
- Rödgumpad malimbe (M. scutatus)
- Ibadanmalimbe (M. ibadanensis)
- Blånäbbad malimbe (M. nitens)
- Rödhuvad malimbe (M. rubricollis)
- Rödbukig malimbe (M. erythrogaster)
- Tofsmalimbe (M. malimbicus)

DNA-studier pekar på att flera arter som idag placeras i Ploceus i själva verket är en del av Malimbus. Detta har dock ännu inte lett till några taxonomiska förändringar.